# Zentrum für Fernstudien im Hochschulverbund
Das zfh – Zentrum für Fernstudien im Hochschulverbund wurde 1995 unter dem Namen „Zentralstelle für Fernstudien“ gegründet. Als zentrale wissenschaftliche Einrichtung des Landes Rheinland-Pfalz mit Sitz in Koblenz unterstützt das zfh staatliche Hochschulen für angewandte Wissenschaften in Rheinland-Pfalz, Hessen und dem Saarland. Ein im Jahr 1998 ratifzierter Staatsvertrag über Fernstudien an Fachhochschulen zwischen diesen drei Bundesländern bildet die rechtliche Basis für die hochschulübergreifende Zusammenarbeit im zfh-Verbund. Aufgrund der weitestgehenden Umbenennung der Fachhochschulen in „Hochschulen für angewandte Wissenschaften“ wurde anlässlich des 20-jährigen Bestehens des zfh-Verbundes im Jahr 2018 die Organisation in „zfh – Zentrum für Fernstudien im Hochschulverbund“ umbenannt.

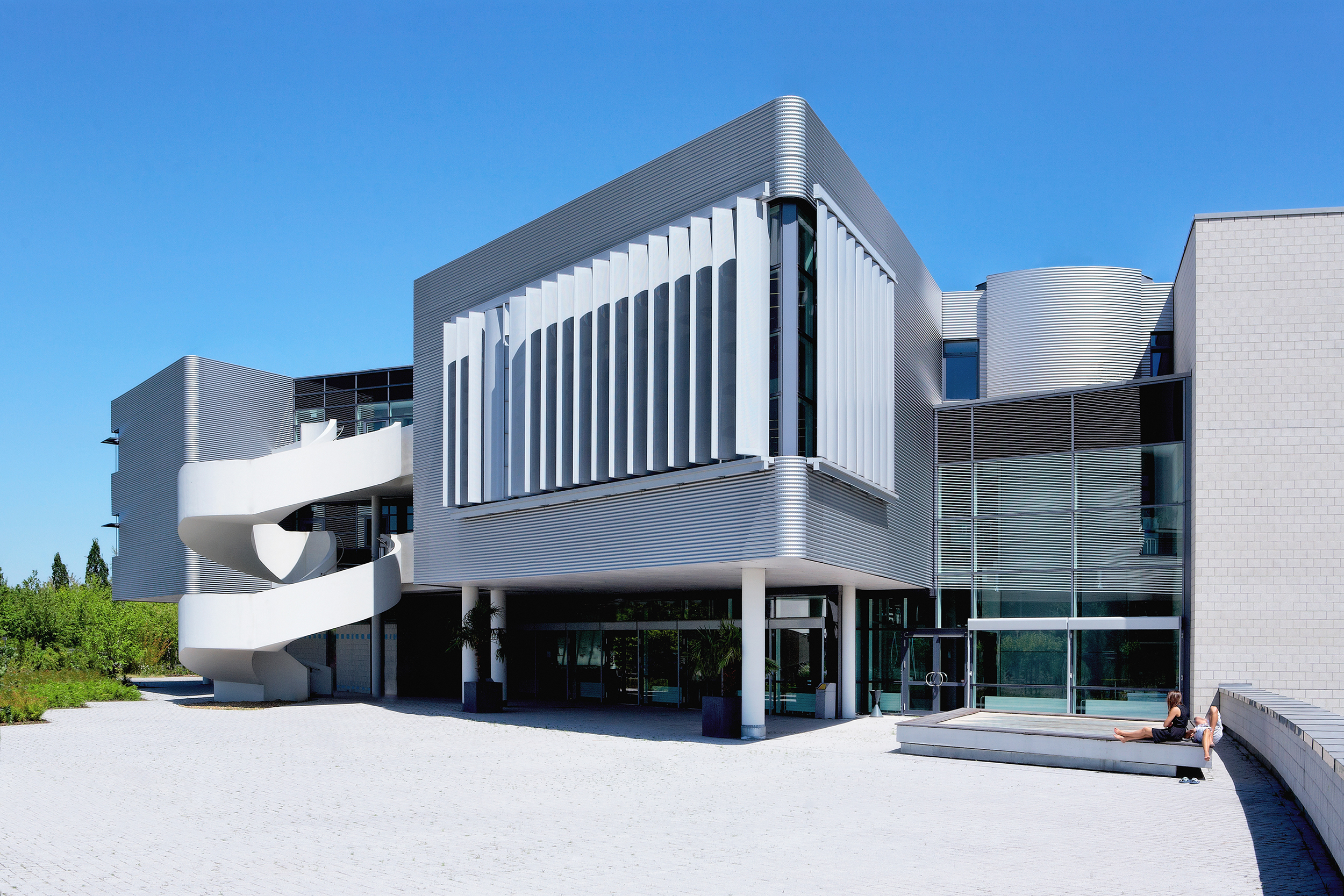
Sitz des zfh an der Hochschule Koblenz

## Organisation
Das zfh – Zentrum für Fernstudien im Hochschulverbund ist eine zentrale wissenschaftliche Einrichtung des Landes Rheinland-Pfalz mit Sitz in Koblenz. Auf der Grundlage eines Staatsvertrages der Bundesländer Rheinland-Pfalz, Hessen und Saarland kooperiert es seit 1998 mit den 14 Hochschulen der drei Länder und bildet mit ihnen gemeinsam den zfh-Verbund. Darüber hinaus kooperiert das zfh mit weiteren Hochschulen aus Bayern, Berlin, Brandenburg und Nordrhein-Westfalen. Das erfahrene Team des zfh fördert und unterstützt die Hochschulen bei der Entwicklung und Durchführung ihrer Fernstudienangebote. Mit einem Repertoire von über 80 berufsbegleitenden Fernstudienangeboten in betriebswirtschaftlichen, technischen und sozialwissenschaftlichen Fachrichtungen ist der zfh-Verbund bundesweit größter Anbieter von Fernstudiengängen an Hochschulen mit akkreditiertem Abschluss. Alle zfh-Fernstudiengänge mit dem akademischen Ziel des Bachelor- oder Masterabschlusses sind von den Akkreditierungsagenturen ACQUIN, AHPGS, ASIIN, AQAS, FIBAA bzw. ZEvA zertifiziert und somit international anerkannt. Neben den Bachelor- und Masterstudiengängen besteht auch ein umfangreiches Angebot an Weiterbildungsmodulen mit Hochschulzertifikat. Derzeit sind nahezu 6.200 Fernstudierende an den Hochschulen des zfh-Verbunds eingeschrieben.

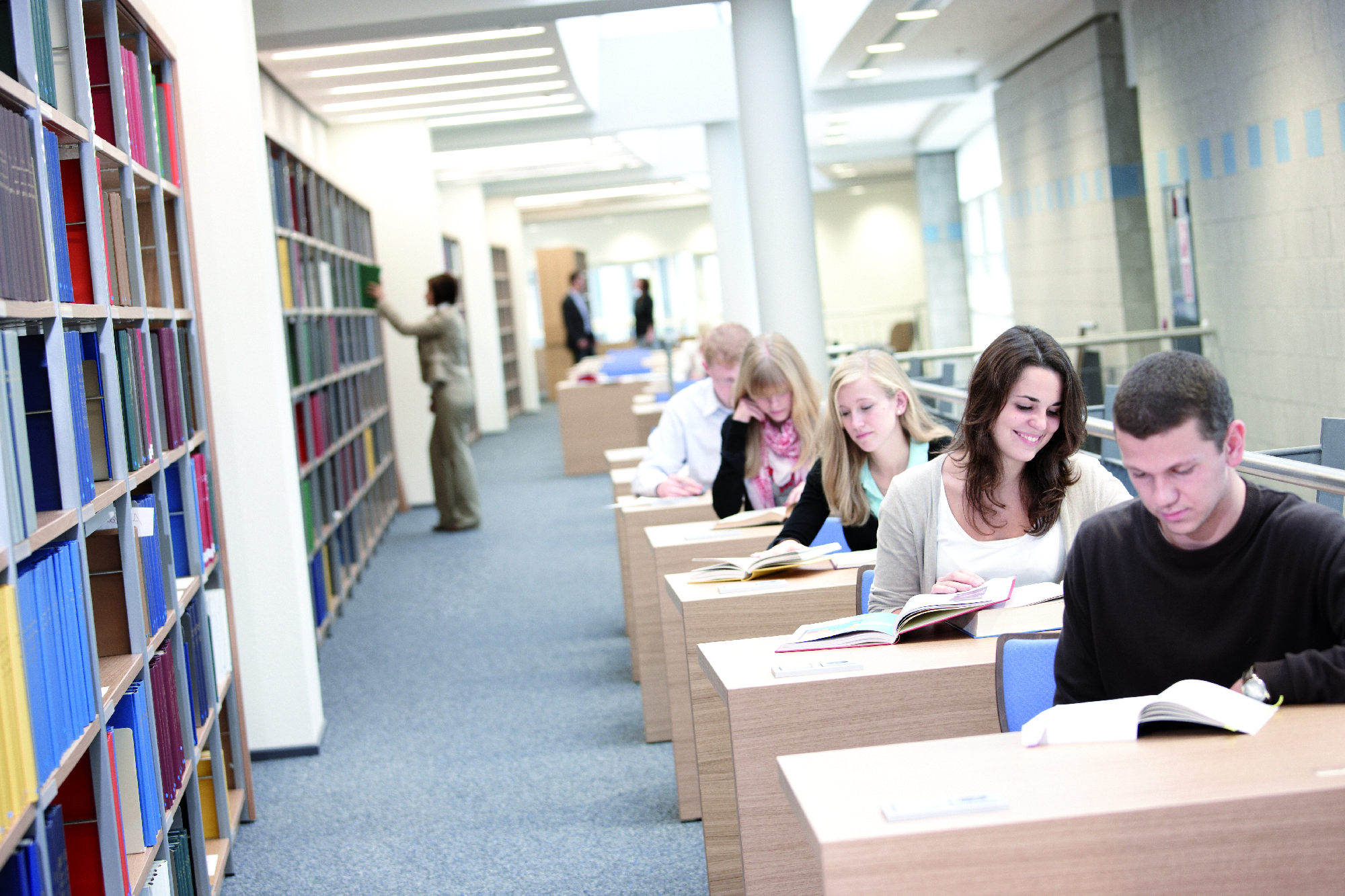
Bibliothek RheinMoselCampus

## Die Hochschulen und Fachhochschulen im Fernstudienverbund
- Alice Salomon Hochschule Berlin
- Hochschule Frankfurt
- Hochschule Kaiserslautern
- Hochschule Mainz
- Fachhochschule Münster
- Fachhochschule PotsdamAußenbereich RheinMoselCampus
- Hochschule Aschaffenburg
- Hochschule Darmstadt
- Hochschule Fulda
- Hochschule Koblenz
- Hochschule Ludwigshafen am Rhein
- Hochschule München
- Hochschule RheinMain
- Hochschule Trier
- Hochschule Worms

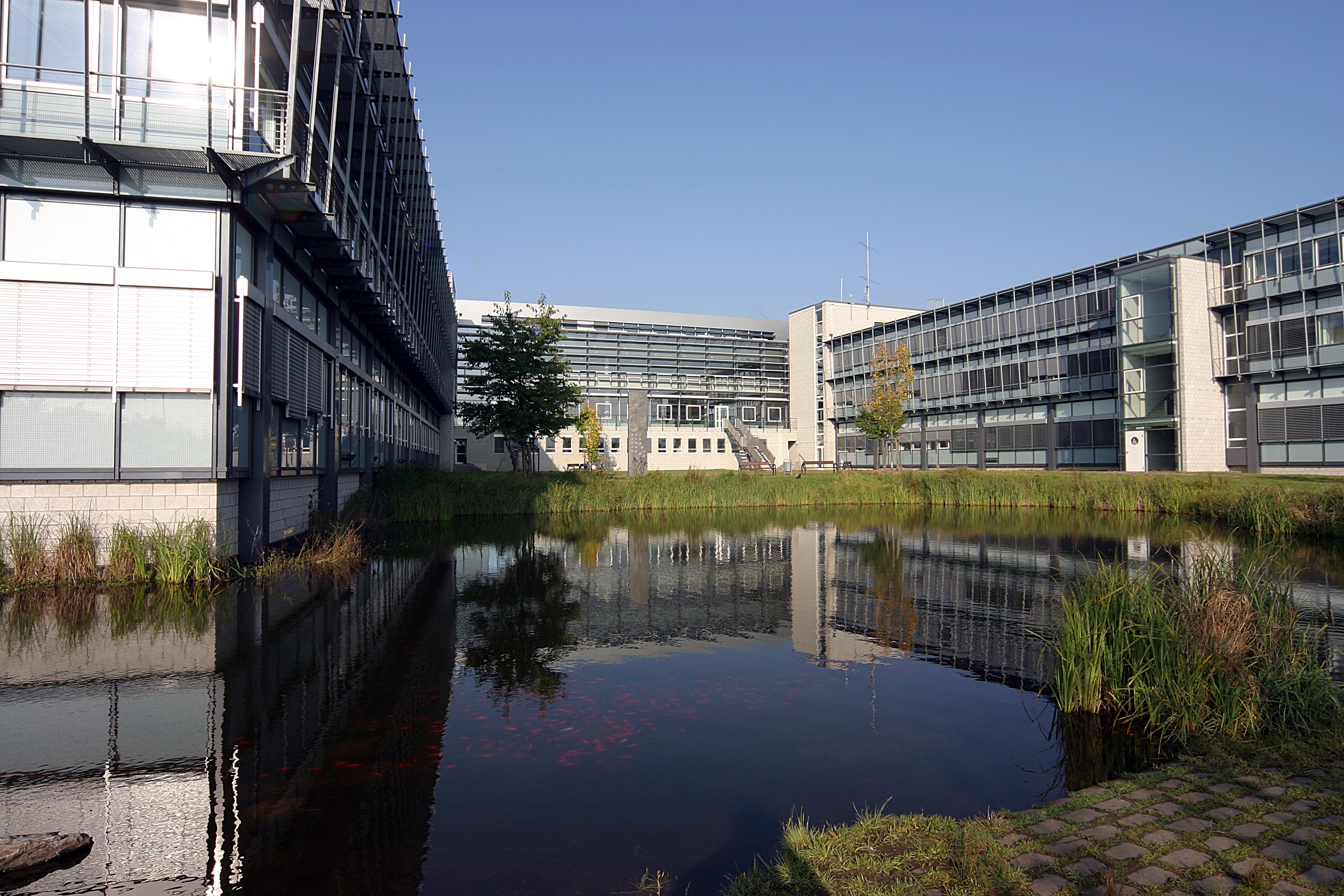
Außenbereich RheinMoselCampus

- Hochschule für Technik und Wirtschaft des Saarlandes
- Technische Hochschule Bingen
- Technische Hochschule Mittelhessen
- Hochschule für öffentliche Verwaltung Rheinland-Pfalz

## Studiengänge
Ein Großteil der Studienangebote kann modular belegt werden. Die Studienbriefe sind selbst instruierend aufgebaut, durch die Bearbeitung von Einsendeaufgaben werden die erworbenen Kenntnisse der Teilnehmer überprüft und vertieft.
Die Studienbriefe werden von den beteiligten Hochschulen und Fachhochschulen im Fern- und Präsenzstudium eingesetzt.
Das zfh beschäftigt zurzeit 28 Mitarbeiter. Sie verfügt über einen Dozentenpool von über 300 Professoren und Lehrbeauftragten, die auch als Autoren zur Verfügung stehen.

### Betriebswirtschaftliche Fernstudienangebote
- Betriebswirtschaft (Bachelor of Arts)
- Facility Management (Master of Science/Zertifikat)
- Finanzberatung für Unternehmen und Privatkunden (B.A.)
- Human Resource Management (M.A.)
- Logistik (Master of Science/Zertifikat) mit den Vertiefungen Unternehmensexterne Logistik und Unternehmensinterne Logistik
- MBA Internationale Betriebswirtschaftslehre (Master of Business Administration)
- MBA Eng. Wirtschaftsingenieurwesen (Master of Business Administration and Engineering/Zertifikat) mit den Vertiefungen Controlling, Facility Management, Marketing, Supply Chain Management und Technikmanagement
- MBA Fernstudienprogramm mit den Vertiefungsrichtungen Financial Risk Management, Gesundheits- und Sozialwirtschaft, Leadership, Logistikmanagement, Marketingmanagement, Produktionsmanagement, Sportmanagement, Tourismusmanagement sowie Unternehmensführung/Finanzmanagement
- MBA Finance, Strategie & Accounting (Master of Business Administration/Zertifikat)
- MBA Innovations-Management (Master of Business Administration/Zertifikat)
- MBA Logistics – International Management & Consulting (Master of Business Administration)
- MBA Logistik – Management & Consulting (Master of Business Administration)
- MBA Marketing-Management (Master of Business Administration/Zertifikat)
- MBA Motorsport-Management (Master of Business Administration/Zertifikat)
- MBA Sport-Management (Master of Business Administration/Zertifikat)
- MBA Unternehmensführung (Master of Business Administration)
- MBA Vertriebsingenieur/in (Master of Business Administration/Zertifikat)
- Sicherheitsmanagement (Master of Arts/Zertifikat)

### Technische Fernstudienangebote
- Automatisierungstechnik (Bachelor of Engineering)
- Brückenkurs Mathematik Hochschule Koblenz (Teilnahmebestätigung)
- Brückenkurs Mathematik Hochschule Worms (Teilnahmebestätigung)
- Elektro- und Informationstechnik (Bachelor of Engineering/Zertifikat)
- Elektrotechnik (Master of Science/Zertifikat) mit den Vertiefungen Automatisierung, Energietechnik und Mikroelektronik
- Elektrotechnik (Master of Engineering)
- Industrial Engineering (Bachelor of Engineering)
- Industriepharmazie (Bachelor of Science)
- Informatik (Master of Computer Science/Zertifikat)
- IT-Analyst (Bachelor of Science)
- Konstruktionsbionik (Master of Engineering/Zertifikat)
- Mechatronik (Bachelor of Engineering)
- Medizin- und Biowissenschaften (Bachelor of Science)
- Prozessingenieurwesen (Bachelor of Engineering)
- Prozesstechnik (Master of Engineering)
- Sozialinformatik (Bachelor of Science)
- Wirtschaftsingenieurwesen (Bachelor of Engineering)
- Zuverlässigkeitsingenieurwesen (Master of Engineering)

### Sozialwissenschaftliche Fernstudienangebote
- Bildung in Kindheit und Jugend (Bachelor of Arts)
- Bildung & Erziehung dual (Bachelor of Arts)
- Bildungs- und Sozialmanagement mit Schwerpunkt frühe Kindheit (Bachelor of Arts)
- Frühkindliche inklusive Bildung (Bachelor of Arts)
- Interkulturelle Mediation (Zertifikat)
- Kindheits- und Sozialwissenschaften mit den Vertiefungen Management & Beratung, Kinderschutz & Diagnostik, Bewegung & Gesundheit sowie Kreativität & Kultur (Master of Arts)
- Mediation und integrierte Mediation (Zertifikat)
- Pädagogik der Frühen Kindheit (Bachelor of Arts)
- Psychosoziale Beratung und Therapie (Master of Arts)
- Soziale Arbeit (Bachelor of Arts)
- Soziale Arbeit dual (Bachelor of Arts)
- Soziale Arbeit (Master of Arts)
- Soziale Sicherung, Inklusion, Verwaltung (Bachelor of Arts)